# Rode boswever
De rode boswever (Foudia omissa) is een zangvogel uit de familie Ploceidae (wevers en verwanten).

## Verspreiding en leefgebied
Deze soort is endemisch in oostelijk Madagaskar.